# 德国空军第62空运联队
第62空运联队（德語：Lufttransportgeschwader 62，缩写为）是德国空军的一个飞行联队，驻地设于汉诺威附近的文斯托夫空军基地，共装备有21架C-160运输机。当驻菲尔斯滕费尔德布鲁克的原第1航空师撤编后，该联队自2013年7月1日起直接隶属于驻科隆-瓦恩的空军作战指挥部管辖，并接受欧洲空运指挥部的行动指挥。

## 任务
第62空运联队主要肩负3项任务：
- 从文斯托夫空军基地（德语：Fliegerhorst Wunstorf）进行全球战术空运[3]。
- 在文斯托夫空军基地进行C-160运输机（德语：Transall C-160）的机组人员培训[3]。
- 在不来梅机场与汉莎飞行学院（德语：Lufthansa Flight Training）合作，对运输机的飞行员进行飞行培训[4]。

## 架构
第62空运联队由3个飞行中队组成，其中2个均配备了C-160运输机：
- 第1中队驻文斯托夫空军基地
- 第2中队驻文斯托夫空军基地
- 第4中队驻不莱梅机场

## 历史

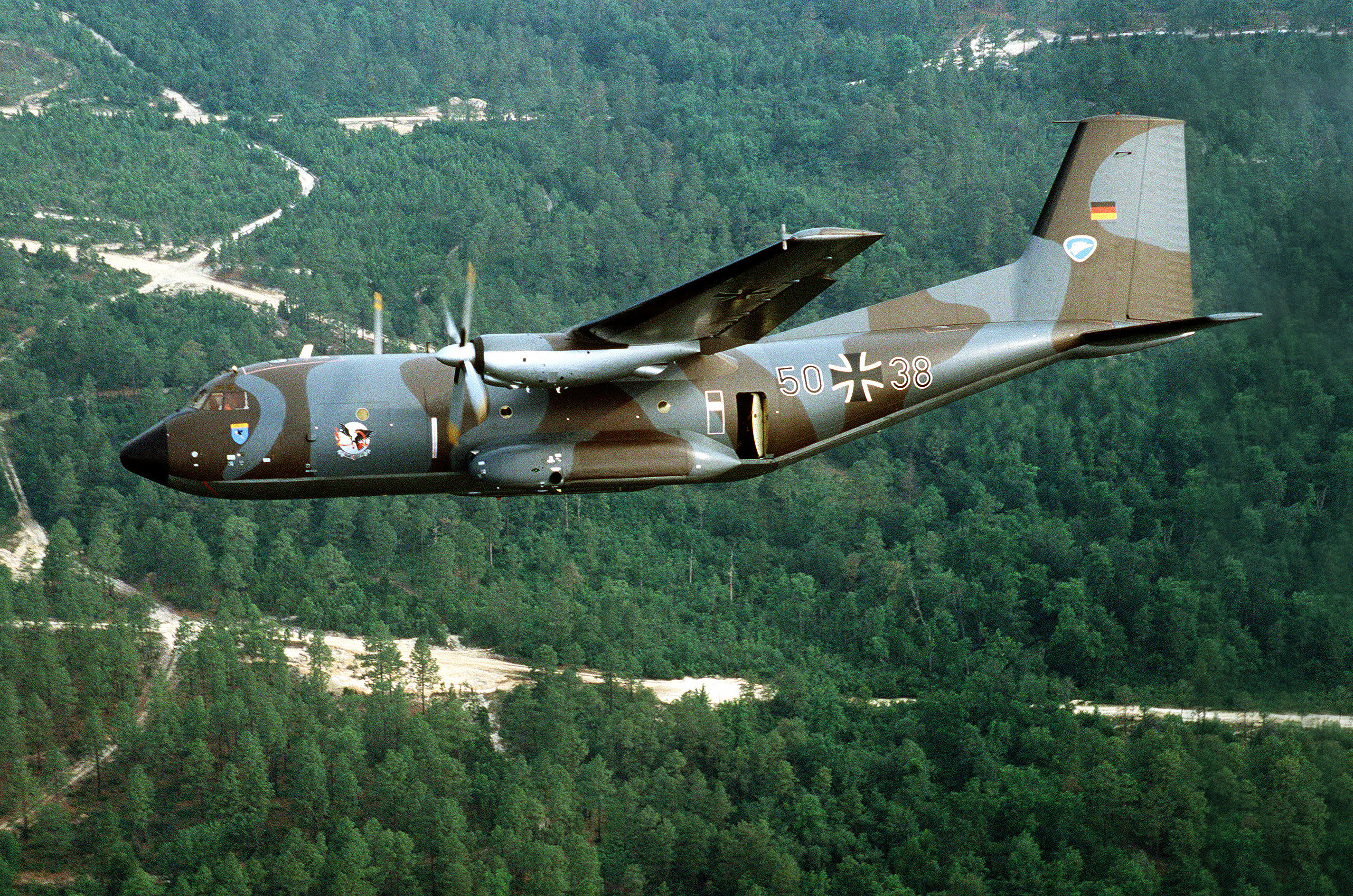
第62联队的C-160运输机

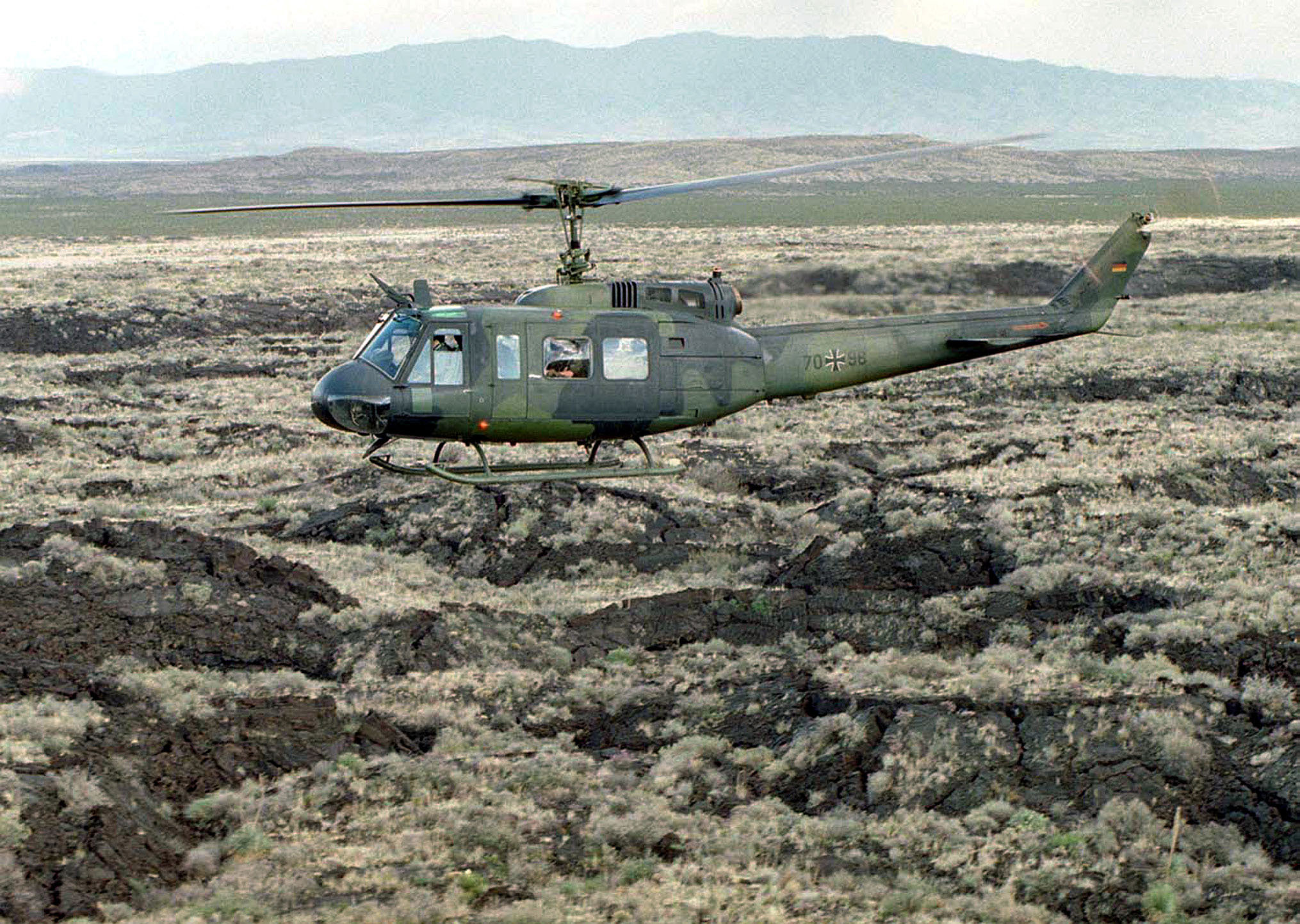
原第62联队的UH1-D直升机

第62空运联队最初是在1959年10月1日于策勒陆军机场组建，并在同年11月被转移至科隆-瓦恩机场。1960年1月，联队开始陆续装备诺拉特拉斯N2501运输机，并最终接收了18架同型飞机。两个月后，于1960年3月，联队执飞了它的首个飞行任务，即为摩洛哥阿加迪尔地震的受灾者担当补给航班。这也是新组建的德国空军执行的首个国外使命。
自1963年4月起，第62联队开始入驻阿尔霍恩海德机场，并于1968年在当地接收了德国空军的首架C-160运输机。而下属第3中队则继续留在科隆-瓦恩，并独立为担当特殊飞行任务的联邦国防部飞行值勤队。在1965年的阿尔及利亚地震发生后，第62和第63联队的12架诺拉特拉斯N2501运输机又飞往当地执行人道主义救援任务。
至1971年9月30日，联队正式撤编，但部分官兵被转移至文斯托夫。阿尔霍恩海德机场则由第64直升机空运联队接管。1978年10月1日，原驻扎在文斯托夫空军基地的“S”飞行驾驶学校被更名为第62空运联队。飞行驾驶学校的工作职责也被纳入联队，因此为新生力量提供飞行培训时至今日仍然是第62联队的核心任务。这其中包括4个中队，未来运输机驾驶员的军事勤务均隶属于此，而他们的专业勤务则隶属于不来梅的汉莎飞行学院。联队除了对运输机驾驶员进行培训外，还对德国海军P-3獵戶座海上巡邏機的飞行学员提供培训。
在埃塞俄比亚饥荒发生后，第62联队从1985年3月至9月在埃塞俄比亚和苏丹共飞行了1,859架次的人道主义救援 。在海湾战争期间，联队也协助联合国军提供后勤保障。同时它还于1990年在伊拉克和土耳其北部为库尔德难民提供人道主义救援。在1992年至1996年的萨拉热窝围城战役中，第62联队担当了空中桥梁的重要组成部分，期间该联队联队的一架C-160运输机于1993年2月6日在萨拉热窝着陆进近过程中遭受袭击，造成负责降落的一名军士长身负重伤。
第62联队涉及1架C-160运输机的致命事故发生于1990年5月11日。这架编号为50+39的飞机在从文斯托夫据点飞往兰茨贝格的途中，于靠近美因河畔洛尔的施佩萨尔特一处斜坡中坠毁。机上10名乘员无一在坠毁中生还。坠毁原因可能是由机舱内的不当行为造成，但具体细节仍未公布。
在1990年两德统一后，原东德空军被整合至联邦国防军，并由此产生了隶属德国空军指挥的新联队，其中包括驻勃兰登堡-布里斯特机场、装备Mi-8直升機的第65空运联队。该联队于1993年1月撤编，并改制为空运中队，被纳入第62联队建制。1993年9月，驻阿尔霍恩海德机场的第64直升机空运联队也被撤编，其所属的UH-1D直升机也被分别纳入第61、62和63空运联队。
这些直升机中队于第62联队内主要负责在霍尔茨多夫和埃尔福特的搜索及拯救空运任务，以及作为在新施特雷利茨的急救服务中心。在随后的几年中，这些直升机参与了多次在德国和境外的搜索及拯救任务，尤其是1997年中欧洪水和2002年欧洲洪水。
从1996年至2004年，第62联队又作为维和部队，即由北约领导的多国维和部队的一部分在波士尼亞戰爭后被部署至波黑，并继续支援科索沃驻军——即北约在科索沃建立一个安全环境的任务。在2000年莫桑比克洪水期间，该联队又奉命将物资空运至该国的受灾地区。在2002年2月起，该联队连同第61联队在乌兹别克斯坦的泰尔梅兹空军基地开展行动，该空军基地主要是对駐阿富汗國際維和部隊在阿富汗的行动提供后勤保障。2003年，该联队作为由欧盟领导的多国军事任务“阿耳忒弥斯行动”的一部分前往刚果民主共和国，以支持联刚特派团为维持该国稳定开展的工作。

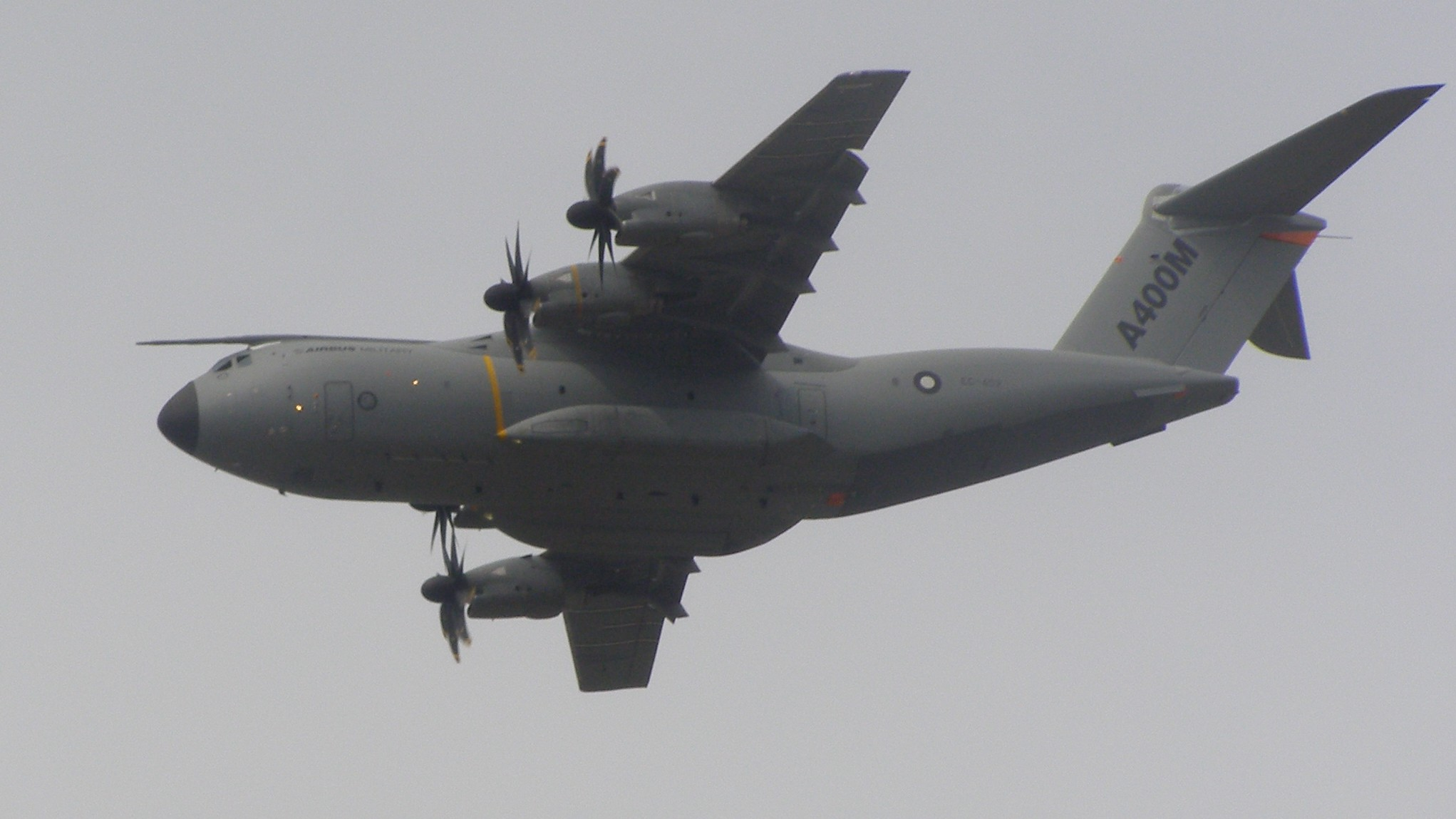
空中客车A400M

2004年11月，德国联邦国防部宣布计划以空车客车A400M运输机和NH90直升机分别替换原有的C-160运输机和UH-1D直升机。按照原定计划，空车客车A400M应在几年内投入使用。然而由于技术原因，新机型的首架飞机预计直至2014年11月才投入服役。而第62联队将是德国空军唯一配备空车客车A400M的航空联队。
2010年10月1日，第62联队驻霍尔茨多夫空军基地的下属空运大队撤编，并以原有官兵和物资基础新组建了第64直升机联队。第62联队此后将仅运营定翼机。
在2011年2月22日至26日，第62联队参与了在利比亚内战期间撤离外国侨民的“飞马行动”，共计救出262人。

## 纹章
第62空运联队的纹章原本属于“S”飞行驾驶学校，它是在该学校转变为联队后沿袭使用。纹章描绘的是在蔚蓝的盾牌内的一只蒙眼飞行的乌鸦。蔚蓝色代表着联队是以天空作为行动的介质。乌鸦则是由出生于文斯托夫空军基地附近维登萨尔的德国著名画家威廉·布施所创作的卡通形象“汉斯·胡肯拜因”。选择汉斯·胡肯拜因作为纹章，象征着联队是附着并致力于文斯托夫。而眼罩这象征着联队是以定翼机进行仪器飞行训练的事实。